# .uk
.uk (англ. The United Kingdom of Great Britain and Northern Ireland, United Kingdom) — национальный домен верхнего уровня для Великобритании. Первоначально выделенный в соответствии с буквенным кодом Великобритании (по ISO 3166-1) домен .gb был впоследствии заменён на .uk. До 2014 года разрешалась регистрация только доменов третьего уровня в доменных зонах — .co.uk, ltd.uk, me.uk, net.uk, org.uk, plc.uk, ac.uk, gov.uk, mod.uk, mil.uk, nhs.uk, police.uk, nic.uk, .sch.uk. Управляется компанией Nominet UK —  Великобритания. В 2013 году руководство Nominet, после двух длительных консультаций, которые проходили в течение этого года, приняло решение открыть свободную регистрацию доменов второго уровня в зоне .uk, которая стартовала 10 июня 2014 года. За всеми владельцами доменных имен .co.uk (либо .org.uk, если домен в зоне .co.uk отсутствует), зарегистрированных не позднее 28 октября 2013 года (либо после этой даты, но до запуска зоны 10 июня 2014 года — в том случае, если право на домен не зарезервировано за владельцем домена с иным суффиксом), бесплатно резервируются аналогичные домены второго уровня в зоне .uk в течение 5 лет. За отведенное время они должны будут решить, платить ли им за «новую версию» своего доменного имени.
На конец октября 2015 года зарегистрировано 10 млн доменов .uk.
Национальный домен верхнего уровня — UK не используется как национальный домен верхнего уровня в стандартах административно-территориального деления территории государства ISO 3166, вместо него используется аббревиатура — GB.

## Требования к регистрируемым доменам
Домены, регистрируемые в доменной зоне .uk, должны соответствовать требованиям, предъявляемым регистратором к доменам третьего уровня.
- Минимальная длина имени — 2 символа.
- Максимальная длина имени домена, учитывая домен третьего уровня, — .co.uk, ltd.uk, me.uk, net.uk, org.uk, plc.uk, ac.uk, gov.uk, mod.uk, mil.uk, nhs.uk, police.uk, nic.uk, .sch.uk — 63 символа.
- Имя домена может состоять из букв латинского алфавита (a-z), цифр (0-9) и тире (—, -).
- Имя домена не может начинаться или заканчиваться символом тире (—, -).
- Имя домена не может содержать последовательность двух тире подряд (  - -, — -, - —, — —).
- Имя домена не может начинаться с последовательности символов (x n - -).
- Имя домена минимальной длины, не может состоять только из букв (ab.co.uk).
- Допускается только цифровое или цифро-буквенное двухсимвольное имя (a1.co.uk, 12.co.uk).
- Имя домена не может совпадать с сочетанием символов доменов верхнего уровня.

## Домены второго уровня
Домены второго уровня, условия использования, требования, регламентированные пользователи.
| Домен           | Регламентированные пользователи                                               |
| --------------- | ----------------------------------------------------------------------------- |
| .co.uk          | Коммерческие организации Великобритании.                                      |
| .ltd.uk         | Организации соответствующих организационно-правовых форм.                     |
| .me.uk          | Физические лица.                                                              |
| .net.uk         | Организации, связанные с деятельностью в сети интернета, провайдеры, сервисы. |
| .nic.uk         | Network use only.                                                             |
| .org.uk         | Некоммерческие, общественные организации.                                     |
| .plc.uk         | Организации соответствующих организационно-правовых форм.                     |
| .sch.uk         | Школы, образовательные учреждения.                                            |
| .ac.uk          | Высшие учебные заведения, институты.                                          |
| .gov.uk         | Национальные, локальные, местные государственные структуры.                   |
| .mod.uk .mil.uk | Вооружённые силы, структуры министерства обороны.                             |
| .nhs.uk         | Национальное здравоохранение, медицина.                                       |
| .police.uk      | Полиция, организации правопорядка.                                            |